# Rives et Eaux du Sud-Ouest
Rives et eaux du Sud-Ouest anciennement La Compagnie d’Aménagement des Coteaux de Gascogne (CACG), est une société anonyme d'économie mixte, située à Tarbes (Hautes-Pyrénées). Elle compte environ 220 salariés. En 2024, elle prend le nom de "Rives & Eaux du Sud-Ouest" (Rives & Eaux).
Elle conçoit, construit, et met en œuvre des projets dans le but de concourir à l’aménagement et au partage de l'eau sur le territoire. Dans ce cadre, ses principaux clients sont les collectivités territoriales, les agriculteurs et les entreprises privées. Elle est établie dans l'Ouest de l'Occitanie, en Nouvelle-Aquitaine et en Pays de la Loire.
Alors que l'équilibre économique est analysé par la chambre régionale des comptes en 2019, une recapitalisation publique lui permet de conforter son activité en 2023, aboutissant à la création de la Société d'économie mixte Rives et eaux du Sud-Ouest.

## Histoire
La CACG est créée en 1959. Elle vise alors à contribuer au développement économique de la Gascogne, notamment au travers de l’agriculture « moderne », plus particulièrement le maïs hybride qui vient d’être inventé par l’Institut national de recherche pour l’agriculture.
Le canal de la Neste est notamment utilisé pour alimenter en eau les rivières de Gascogne, naturellement coupées des eaux des Pyrénées. Des réseaux sont créés et des bornes d’irrigation sont distribuées gratuitement aux paysans pour comptabiliser les prélèvements. Avec le soutien de la PAC, les eaux des Pyrénées parviennent ainsi aux champs de  Gascogne. 

## Activité
Son siège social est à Tarbes. Elle compte sept agences à Toulouse, Bruch, Verdun-sur-Garonne, Castelnau-Magnoac, Tarbes, Cazères et Benet.
La CACG gère en 2023, 80 barrages dans le cadre de Concessions de Service Public, 3 500 kilomètres de rivières. Elle alimente en eau 280 000 habitants, plusieurs industries dont l’usine Arkema de Lannemezan et 200 000 hectares de cultures irriguées.

### Agriculture et Alimentation

#### La ferme de la Mirandette
La ferme de la Mirandette travaille notamment sur la conservation des sols (couverts végétaux, semis directs…) et l’irrigation sur-mesure[source insuffisante].

### Eau

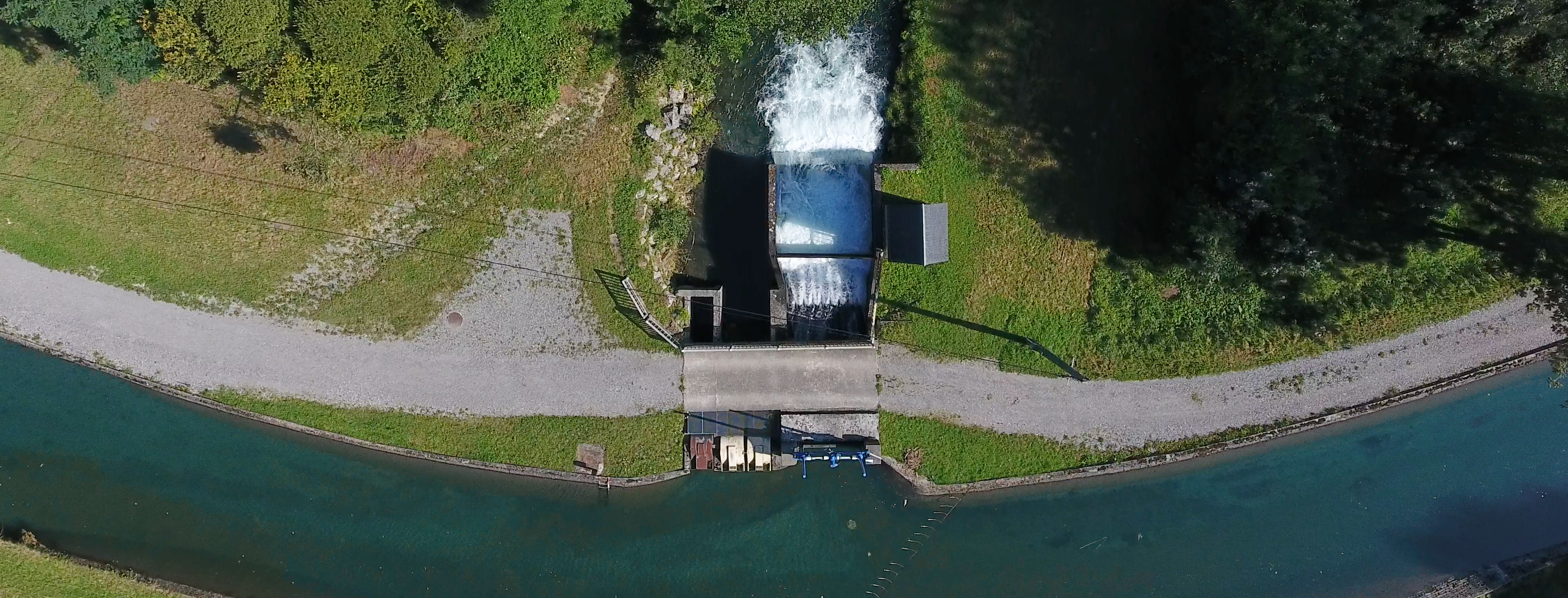
Prise d'alimentation de la rivière Gers sur le Canal de la Neste - Lannemezan (65)

#### Canal de la Neste
Le canal de la Neste alimente le système Neste.
Depuis 1990, il est géré par la Compagnie d'Aménagement des Coteaux de Gascogne (CACG) dans le cadre d'une concession d'état.
Construit entre 1848 et 1862, il garantit l’alimentation en eau de la Gascogne. Un territoire de 8 400 km² à cheval sur 5 départements : les Hautes-Pyrénées (Hautes-Pyrénées), le Gers (Gers), la Haute-Garonne (Haute-Garonne), le Lot-et-Garonne (Lot-et-Garonne) et le Tarn et Garonne (Tarn-et-Garonne).
Il achemine l’eau de la vallée d'Aure vers les usagers – eau potable, irrigation, industrie, tourisme et loisirs… – par l'intermédiaire d'un vaste réseau composé de 1 350 km de rivières, 90 km de rigoles, plusieurs lacs…
L'eau du canal et des 17 rivières qu'il alimente provient de la Neste, depuis la prise d'eau de Sarrancolin à Beyrède-Jumet (65).

#### Barrage de Fourogue
Cet ouvrage, à cheval sur les communes de Mailhoc et de Cagnac-les-Mines, a été réalisé et exploité dans le Tarn par la CACG de 1998 à 2020. Sa construction fut attaquée par ses opposants, et condamnée en 1997 par le tribunal administratif. Alors que l'arrêt imposait l'arrêt des travaux, et le procureur de la République d'Albi refuse de faire arrêter les travaux. Le préfet prend un arrêté d'arrêt des travaux, sans le faire exécuter. Enfin, l'illégalité de la construction est confirmée par la Cour d'appel administrative de Bordeaux en 2005.
Il a fait l'objet d'une nouvelle enquête publique en 2015 et de travaux de mise aux normes en 2018 - 2019 avant d'être rétrocédé au Conseil départemental du Tarn en 2020.

#### Barrage de Sivens
En 2014, la forte contestation des opposants à la construction du barrage de Sivens attire l'attention sur la CACG. Le 5 novembre, le Canard enchaîné relève que son conseil d'administration est composé très majoritairement d'élus des conseils généraux et régionaux de Nouvelle-Aquitaine et d'Occitanie, ce qui est susceptible de constituer un conflit d'intérêts, les mêmes personnes « ayant l'idée d'un projet, en étudient la faisabilité, le votent et en possèdent la maîtrise d'ouvrage » à travers des structures différentes.
En 2001 et 2009, la CACG a mené des études sur la faisabilité du barrage de Sivens. À la suite de ces études, le conseil général du Tarn a désigné la même CACG pour assurer la maîtrise d'oeuvre du barrage de Sivens. Le 29 septembre 2014, le Ministère de l'Écologie, du Développement durable et de l'Énergie a demandé à deux experts, ingénieurs généraux des ponts, eaux et des forêts, de rédiger un rapport sur le sujet. Ce rapport, sans remettre en cause la nécessité de stocker l'eau dans la vallée du Tescou, préconise plusieurs améliorations en particulier de réactualiser la demande en eau et d'étudier des variantes de stockage. Depuis, un projet de territoire est en cours de concertation pour concilier les enjeux agricoles et environnementaux.

#### Lac de Puydarrieux
Le barrage de Puydarrieux a été mis en eau en 1987 et forme le lac de Puydarrieux. Au-delà des usages communs aux ouvrages du système Neste (environnement, économie, eau potable), c’est aussi une aire de passage et d’hivernage pour près de 240 espèces d’oiseaux.

## Critiques

### Modèle économique
Le modèle économique de la Rives & Eaux, destiné à accompagner les politiques publiques, dépend notamment de subventions publiques. Les actionnaires, publics et privés, souhaitent renforcer l'entreprise en 2023 avec une recapitalisation massive à hauteur de 24 millions d’argent public,et privé. La Chambre régionale des comptes d'Occitanie rédige en 2019 un rapport sur la gestion de la société.
Elle est à l'origine, dès 1998, de la construction des mégabassines ou retenues de substitution en fonctionnement dans le marais poitevin,.

### Condamnations
L'entreprise est condamnée en 2016 pour avoir réalisé des prélèvements supérieurs aux normes autorisées sur la rivière Gimone,, ainsi qu'en 2019 pour le Midour.
En 2021, l'entreprise est condamnée pour les mêmes motifs. La CACG avait notamment, sans succès, contesté l’intégralité des poursuites en mettant en cause l’office français de la biodiversité et en introduisant, contre le Parquet, une procédure en suspicion légitime.

## Historique du logo

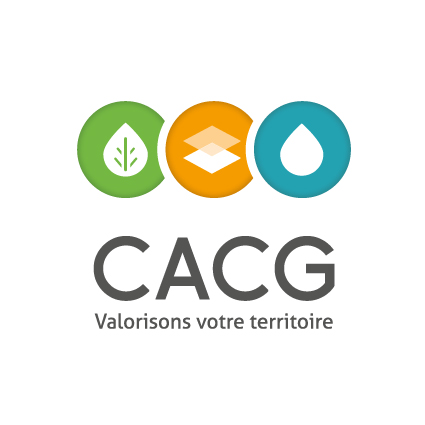
Ancien logo
Nouveau logo